# Reflexiones de las señales en las líneas conductoras

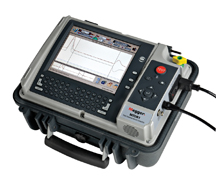
Reflectómetro de dominio de tiempo; instrumento utilizado para localizar la posición de las fallas en las líneas a partir del tiempo que tarda una onda reflejada en volver de la discontinuidad

Una señal que viaja por una línea de transmisión eléctrica se refleja parcial o totalmente en la dirección opuesta cuando la señal que viaja encuentra una discontinuidad en la impedancia característica de la línea, o si el extremo de la línea no está terminado en su impedancia característica. Esto puede ocurrir, por ejemplo, si se unen dos longitudes de líneas de transmisión distintas.
Este artículo trata sobre las reflexiones de señales en líneas conductoras de electricidad. Estas líneas se denominan líneas de cobre y, de hecho, en telecomunicaciones suelen ser de cobre, aunque también se utilizan otros metales, como el aluminio en las líneas eléctricas. Aunque este artículo se limita a describir las reflexiones en líneas conductoras, se trata esencialmente del mismo fenómeno que las reflexiones ópticas en líneas de fibra óptica y las reflexiones de microondas en guías de ondas.
Las reflexiones provocan varios efectos indeseables, como la modificación de las respuestas en frecuencia, la sobrecarga de potencia en los transmisores y las sobretensiones en las líneas eléctricas. Sin embargo, el fenómeno de la reflexión puede ser útil en dispositivos como los stubs y los transformadores de impedancia. Los casos especiales de líneas en circuito abierto y cortocircuito son de especial relevancia para los stubs.
Las reflexiones provocan ondas estacionarias en la línea. A la inversa, las ondas estacionarias indican la presencia de reflexiones. Existe una relación entre las medidas del coeficiente de reflexión y la relación de ondas estacionarias.

## Casos específicos
Existen varios enfoques para comprender las reflexiones, pero la relación de las reflexiones con las leyes de conservación es especialmente esclarecedora. Un ejemplo sencillo es una tensión de paso, 𝑉𝑢(𝑡) (donde 𝑉 es la altura del escalón y 𝑢(𝑡) es la función escalón unitario con tiempo 𝑡), aplicada a un extremo de una línea sin pérdidas, y considerar lo que ocurre cuando la línea se termina de varias maneras. El escalón se propagará por la línea según la ecuación del telegrafista a cierta velocidad 𝜅 y la tensión incidente 𝑣ien algún punto 𝑥 en la línea viene dada por
{\displaystyle v_{\mathrm {i} }=V\,u(\kappa \,t-x)\,\!}
La corriente incidente, 𝑖ise obtiene dividiendo por la impedancia característica, 𝑍0
{\displaystyle i_{\mathrm {i} }={\frac {v_{\mathrm {i} }}{Z_{0}}}=I\,u(\kappa \,t-x)}

### Línea de circuito abierto

Fig. 1. La perturbación de tensión escalón V u(t) se inyecta en la entrada de la línea, vi viaja por la línea y se refleja en el extremo lejano como vr.

La onda incidente que viaja por la línea no se ve afectada en modo alguno por el circuito abierto al final de la línea. No puede tener ningún efecto hasta que el paso llega realmente a ese punto. La señal no puede saber de antemano qué hay al final de la línea y sólo se ve afectada por las características locales de la línea. Sin embargo, si la línea tiene una longitud ℓ el paso llegará al circuito abierto en el tiempo 𝑡=ℓ/𝜅 en cuyo punto la corriente en la línea es cero (por la definición de circuito abierto). Como la carga sigue llegando al extremo de la línea a través de la corriente incidente, pero no sale corriente de la línea, la conservación de la carga eléctrica requiere que haya una corriente igual y opuesta en el extremo de la línea. Esencialmente, ésta es la ley de corriente de Kirchhoff en funcionamiento. Esta corriente igual y opuesta es la corriente reflejada, 𝑖r y puesto que
{\displaystyle i_{\mathrm {r} }={\frac {v_{\mathrm {r} }}{Z_{0}}}}
también debe haber una tensión reflejada, 𝑣r para conducir la corriente reflejada por la línea. Esta tensión reflejada debe existir por razones de conservación de la energía. La fuente está suministrando energía a la línea a una velocidad de 𝑣i𝑖i. Ninguna de esta energía se disipa en la línea o en su terminación y debe ir a alguna parte. La única dirección disponible es hacia arriba por la línea. Como la corriente reflejada es igual en magnitud a la corriente incidente, también debe serlo para que
{\displaystyle v_{\mathrm {r} }=v_{\mathrm {i} }\,\!}
Estas dos tensiones se sumarán entre sí, de modo que, una vez reflejado el paso, en los terminales de salida de la línea aparecerá el doble de la tensión incidente. A medida que la reflexión vuelve a subir por la línea, la tensión reflejada sigue sumándose a la tensión incidente y la corriente reflejada sigue restándose de la corriente incidente. Después de otro intervalo de 𝑡=ℓ/𝜅 el paso reflejado llega al extremo del generador y la condición de doble tensión y corriente nula se dará también allí, así como a lo largo de toda la línea. Si el generador se adapta a la línea con una impedancia de 𝑍0 el paso transitorio será absorbido por la impedancia interna del generador y no habrá más reflexiones.

Fig. 2. Circuito equivalente de generador alimentando una línea.

Esta duplicación contraintuitiva de la tensión puede resultar más clara si se consideran las tensiones del circuito cuando la línea es tan corta que puede ignorarse a efectos del análisis. El circuito equivalente de un generador acoplado a una carga 𝑍0 a la que suministra una tensión 𝑉 puede representarse como en la figura 2. Es decir, el generador puede representarse como un generador de tensión ideal del doble de la tensión que debe suministrar y una impedancia interna de 𝑍0.

Fig. 3. Generador en circuito abierto

Sin embargo, si el generador se deja en circuito abierto, se produce una tensión de 2𝑉 en los terminales de salida del generador, como se muestra en la figura 3. La misma situación se produce si se inserta una línea de transmisión muy corta entre el generador y el circuito abierto. Sin embargo, si se utiliza una línea más larga con una impedancia característica de 𝑍0 y un retardo notable de extremo a extremo, el generador, que inicialmente se adapta a la impedancia de la línea, tendrá 𝑉 en la salida. Pero después de un intervalo, un transitorio reflejado regresará desde el extremo de la línea con la "información" de que la línea está realmente sin terminar, y la tensión se convertirá en 2𝑉 como antes.

### Línea en cortocircuito
La reflexión de una línea en cortocircuito puede describirse en términos similares a la de una línea en circuito abierto. Al igual que en el caso de circuito abierto, donde la corriente debe ser cero en el extremo de la línea, en el caso de cortocircuito la tensión debe ser cero, ya que no puede haber voltios a través de un cortocircuito. De nuevo, toda la energía debe reflejarse en la línea y el voltaje reflejado debe ser igual y opuesto al voltaje incidente según la ley de voltaje de Kirchhoff:
{\displaystyle v_{\mathrm {r} }=-v_{\mathrm {i} }\,\!}
Y
{\displaystyle i_{\mathrm {r} }=-i_{\mathrm {i} }\,\!}
A medida que la reflexión vuelve a subir por la línea, las dos tensiones se restan y cancelan, mientras que las corrientes se sumarán (la reflexión es doble negativa, una corriente negativa que viaja en sentido inverso), la situación dual al caso de circuito abierto.

### Impedancia arbitraria

Fig. 4. Circuito equivalente de una onda incidente en una línea de transmisión que llega a una impedancia de carga arbitraria.

Para el caso general de una línea terminada en una impedancia arbitraria, es habitual describir la señal como una onda que viaja por la línea y analizarla en el dominio de la frecuencia. En consecuencia, la impedancia se representa como una función compleja dependiente de la frecuencia.
Para una línea terminada en su propia impedancia característica no hay reflexión. Por definición, la terminación en la impedancia característica tiene el mismo efecto que una línea infinitamente larga. Cualquier otra impedancia provocará una reflexión. La magnitud de la reflexión será menor que la magnitud de la onda incidente si la impedancia de terminación es total o parcialmente resistiva, ya que parte de la energía de la onda incidente será absorbida por la resistencia. La tensión (𝑉o) a través de la impedancia de terminación (𝑍L), puede calcularse sustituyendo la salida de la línea por un generador equivalente (figura 4) y viene dada por:
{\displaystyle V_{\mathrm {o} }=2\,V_{\mathrm {i} }{\frac {Z_{\mathrm {L} }}{Z_{\mathrm {0} }+Z_{\mathrm {L} }}}}
El reflejo, 𝑉r debe ser la cantidad exacta necesaria para que {\displaystyle V_{\mathrm {i} }+V_{\mathrm {r} }=V_{\mathrm {o} }}{\displaystyle V_{\mathrm {r} }=V_{\mathrm {o} }-V_{\mathrm {i} }=2\,V_{\mathrm {i} }{\frac {Z_{\mathrm {L} }}{Z_{\mathrm {0} }+Z_{\mathrm {L} }}}-V_{\mathrm {i} }=V_{\mathrm {i} }{\frac {Z_{\mathrm {L} }-Z_{\mathrm {0} }}{Z_{\mathrm {L} }+Z_{\mathrm {0} }}}}El coeficiente de reflexión, 𝛤 se define como:
{\displaystyle {\mathit {\Gamma }}={\frac {\,V_{\mathrm {r} }\,}{V_{\mathrm {i} }}}}
y sustituyendo en la expresión para 𝑉r,
{\displaystyle {\mathit {\Gamma }}={\frac {V_{\mathrm {r} }}{V_{\mathrm {i} }}}={\frac {I_{\mathrm {r} }}{I_{\mathrm {i} }}}={\frac {Z_{\mathrm {L} }-Z_{\mathrm {0} }}{Z_{\mathrm {L} }+Z_{\mathrm {0} }}}}
En general 𝛤 es una función compleja, pero la expresión anterior muestra que la magnitud se limita a
{\displaystyle \left|{\mathit {\Gamma }}\,\right|\leq 1} cuando {\displaystyle \operatorname {Re} (Z_{\mathrm {L} }),\operatorname {Re} (Z_{0})>0}
La interpretación física de esto es que la reflexión no puede ser mayor que la onda incidente cuando sólo intervienen elementos pasivos (pero véase amplificador de resistencia negativa para un ejemplo en el que esta condición no se cumple).Para los casos especiales descritos anteriormente,
| Terminación                                                                          | {\displaystyle {\mathit {\Gamma }}\,\!} relacion                                                                       |
| ------------------------------------------------------------------------------------ | --- |
| Circuito abierto                                                                     | {\displaystyle {\mathit {\Gamma }}=+1\,\!}                                                                             |
| Cortocircuito                                                                        | {\displaystyle {\mathit {\Gamma }}=-1\,\!}                                                                             |
| {\displaystyle Z_{\mathrm {L} }=R_{\mathrm {L} }\,\!}{\displaystyle Z_{0}=R_{0}\,\!} | {\displaystyle \operatorname {Re} ({\mathit {\Gamma }})<1\,}{\displaystyle \operatorname {Im} ({\mathit {\Gamma }})=0} |

Cuando ambos 𝑍0 y 𝑍L son puramente resistivos entonces 𝛤 debe ser puramente real. En el caso general cuando 𝛤 es complejo, esto debe interpretarse como un desplazamiento de fase de la onda reflejada con respecto a la onda incidente.

### Rescisión reactiva
Otro caso especial se produce cuando 𝑍0 es puramente real (𝑅0) y 𝑍L es puramente imaginario (𝑗𝑋L), es decir, es una reactancia. En este caso,
{\displaystyle {\mathit {\Gamma }}={\frac {j\,X_{\mathrm {L} }-R_{\mathrm {0} }}{j\,X_{\mathrm {L} }+R_{\mathrm {0} }}}}
Desde
{\displaystyle |jX_{\mathrm {L} }-R_{\mathrm {0} }|=|jX_{\mathrm {L} }+R_{\mathrm {0} }|\,}
Entonces
{\displaystyle |{\mathit {\Gamma }}|=1\,}
mostrando que toda la onda incidente se refleja, y ninguna de ella se absorbe en la terminación, como es de esperar de una reactancia pura. Sin embargo, se produce un cambio de fase, 𝜃en la reflexión dada por
{\displaystyle \theta ={\begin{cases}\pi -2\,\arctan {\frac {X_{\mathrm {L} }}{R_{\mathrm {0} }}}&{\mbox{if }}{X_{\mathrm {L} }}>0\\-\pi -2\,\arctan {\frac {X_{\mathrm {L} }}{R_{\mathrm {0} }}}&{\mbox{if }}{X_{\mathrm {L} }}<0\\\end{cases}}}

### Discontinuidad a lo largo de la línea

Fig. 5. El desajuste de las impedancias características de la línea de transmisión provoca una discontinuidad (marcada con una estrella) en los parámetros de la línea y da lugar a una onda reflejada.

Una discontinuidad, o desajuste, en algún punto de la longitud de la línea hace que parte de la onda incidente se refleje y parte se transmita hacia adelante en la segunda sección de la línea, como se muestra en la figura 5. El coeficiente de reflexión en este caso viene dado por
{\displaystyle {\mathit {\Gamma }}={\frac {\,Z_{02}-Z_{01}\,\,}{Z_{02}+Z_{01}}}}
De manera similar, un coeficiente de transmisión, 𝑇, puede definirse para describir la porción de la onda 𝑉t, que se transmite en la dirección de avance:
{\displaystyle T={\frac {V_{\mathrm {t} }}{V_{\mathrm {i} }}}={\frac {2\,Z_{02}}{\,Z_{02}+Z_{01}\,\,}}}

Fig. 6. Los componentes agrupados o las redes conectadas a la línea también provocan una discontinuidad (marcada con una estrella).

Otro tipo de discontinuidad se produce cuando las dos secciones de la línea tienen una impedancia característica idéntica pero hay un elemento grumoso, 𝑍Len la discontinuidad. Para el ejemplo mostrado (figura 6) de un elemento protuberante en derivación,
{\displaystyle {\mathit {\Gamma }}={\frac {-Z_{0}}{\,Z_{0}+2\,Z_{\mathrm {L} }\,}}}
{\displaystyle T={\frac {2\,Z_{\mathrm {L} }}{\,Z_{0}+2\,Z_{\mathrm {L} }\,}}}
Se pueden desarrollar expresiones similares para un elemento en serie, o para cualquier red eléctrica.

### Redes
Las reflexiones en escenarios más complejos, como los que se encuentran en una red de cables, pueden dar lugar a formas de onda muy complicadas y de larga duración en el cable. Incluso un simple impulso de sobretensión que entre en un sistema de cables tan sencillo como el cableado eléctrico de una casa particular puede provocar una perturbación oscilatoria al reflejarse el impulso en varios extremos del circuito. Estas ondas en anillo, como se las conoce, persisten durante mucho más tiempo que el impulso original y sus formas de onda se parecen poco a la perturbación original, ya que contienen componentes de alta frecuencia en el rango de decenas de MHz.

## Ondas estacionarias

Ondas estacionarias en una línea de transmisión con una carga en circuito abierto (arriba) y una carga en cortocircuito (abajo). Los puntos negros representan electrones y las flechas muestran el campo eléctrico.

Para una línea de transmisión que transporta ondas sinusoidales, la fase de la onda reflejada cambia continuamente con la distancia, con respecto a la onda incidente, a medida que retrocede por la línea. Debido a este cambio continuo, hay ciertos puntos en la línea en los que la reflexión estará en fase con la onda incidente y la amplitud de las dos ondas se sumará. Habrá otros puntos en los que las dos ondas estarán en antifase y, en consecuencia, se restarán. En estos últimos puntos la amplitud es mínima y se denominan nodos. Si la onda incidente se ha reflejado totalmente y la línea no tiene pérdidas, se producirá una cancelación completa en los nodos, donde la señal será nula a pesar de la transmisión continua de ondas en ambas direcciones. Los puntos en los que las ondas están en fase son antinodos y representan un pico de amplitud. Los nodos y los antinodos se alternan a lo largo de la línea y la amplitud de la onda combinada varía continuamente entre ellos. La onda combinada (incidente más reflejada) parece estar quieta en la línea y se denomina onda estacionaria.
La onda incidente puede caracterizarse en términos de la constante de propagación de la línea 𝛾la tensión de la fuente 𝑉y la distancia a la fuente 𝑥′mediante
{\displaystyle V_{\mathrm {i} }=V\,e^{-\gamma \,x'}\,\!}
Sin embargo, a menudo es más conveniente trabajar en términos de distancia a la carga (𝑥=ℓ-𝑥′) y la tensión incidente que ha llegado allí (𝑉𝑖𝐿).
{\displaystyle V_{\mathrm {i} }=V_{\mathsf {iL}}\,e^{\gamma \,x}\,\!}
El signo negativo está ausente porque 𝑥 se mide en sentido inverso a la línea y la tensión aumenta más cerca de la fuente. Del mismo modo, la tensión reflejada viene dada por
{\displaystyle V_{\mathsf {r}}={\mathit {\Gamma }}\,V_{\mathsf {iL}}\,e^{-\gamma \,x}~.}
La tensión total en la línea viene dada por
{\displaystyle V_{\mathsf {T}}=V_{\mathsf {i}}+V_{\mathsf {r}}=V_{\mathsf {iL}}\,\left(e^{\gamma \,x}+{\mathit {\Gamma }}\,e^{-\gamma \,x}\right)~.}
A menudo es conveniente expresarlo en términos de funciones hiperbólicas
{\displaystyle V_{\mathsf {T}}=V_{\mathsf {iL}}\,\left[\,\left(1+{\mathit {\Gamma }}\,\right)\,\cosh(\gamma \,x)+\left(1-{\mathit {\Gamma }}\,\right)\,\sinh(\gamma \,x)\,\right]~.}
Del mismo modo, la corriente total en la línea es
{\displaystyle I_{\mathsf {T}}=I_{\mathsf {iL}}\,\left[\,(1-{\mathit {\Gamma }}\,)\,\cosh(\gamma \,x)+(1+{\mathit {\Gamma }}\,)\,\sinh(\gamma \,x)\,\right]~.}
Los nodos de tensión (los nodos de corriente no están en los mismos lugares) y los antinodos se producen cuando
{\displaystyle {\frac {\partial \left|V_{\mathsf {T}}\right|}{\partial x}}=0~.}
Debido a las barras de valor absoluto, la solución analítica del caso general es tediosamente complicada, pero en el caso de líneas sin pérdidas (o líneas lo suficientemente cortas como para poder despreciar las pérdidas) 𝛾 puede sustituirse por 𝑗𝛽 donde 𝛽 es la constante de cambio de fase. La ecuación de tensión se reduce entonces a funciones trigonométricas
{\displaystyle V_{\mathsf {T}}=V_{\mathsf {iL}}\,\left[\,(1+{\mathit {\Gamma }}\,)\,\cos(\beta \,x)+j\,\left(1-{\mathit {\Gamma }}\,\right)\,\sin(\beta \,x)\,\right]~,}
y la diferencial parcial de la magnitud de ésta arroja la condición
{\displaystyle -2\,\operatorname {\mathcal {I_{m}}} \{\,{\mathit {\Gamma }}\,\}=\tan(2\,\beta \,x)~.}
Expresando 𝛽 en términos de longitud de onda, 𝜆permite 𝑥 en términos de 𝜆:
{\displaystyle -2\,\operatorname {\mathcal {I_{m}}} \{\,{\mathit {\Gamma }}\,\}=\tan \left({\frac {\,4\,\pi \,}{\lambda }}\,x\right)~.}
𝛤 es puramente real cuando la terminación es cortocircuito o circuito abierto, o cuando ambos 𝑍0 y 𝑍L son puramente resistivos. En esos casos los nodos y antinodos vienen dados por
{\displaystyle \tan \left(\,{\frac {4\,\pi \,}{\lambda }}\,x\right)=0~,}
que resuelve para 𝑥 en
{\displaystyle x=0,~~{\tfrac {1}{4}}\lambda ,~~{\tfrac {1}{2}}\lambda ,~~{\tfrac {3}{4}}\lambda ,~\dots ~.}
Para 𝑅L<𝑅0 el primer punto es un nodo, para 𝑅L>𝑅0 el primer punto es un antinodo y a partir de entonces se alternarán. Para las terminaciones que no son puramente resistivas, el espaciado y la alternancia siguen siendo los mismos, pero todo el patrón se desplaza a lo largo de la línea una cantidad constante relacionada con la fase de 𝛤.

### Relación de ondas estacionarias de tensión
La relación de |𝑉𝑇| en antinodos y nodos se denomina relación de onda estacionaria de tensión (VSWR) y se relaciona con el coeficiente de reflexión mediante
{\displaystyle {\mathsf {VSWR}}={\frac {1+\left|{\mathit {\Gamma }}\,\right|}{1-\left|{\mathit {\Gamma }}\,\right|}}}
para una línea sin pérdidas; la expresión para la relación de onda estacionaria actual (ISWR) es idéntica en este caso. Para una línea con pérdidas, la expresión sólo es válida adyacente a la terminación; VSWR se aproxima asintóticamente a la unidad con la distancia desde la terminación o discontinuidad.
La VSWR y las posiciones de los nodos son parámetros que pueden medirse directamente con un instrumento denominado línea ranurada. Este instrumento aprovecha el fenómeno de la reflexión para realizar muchas mediciones diferentes en frecuencias de microondas. Uno de los usos es que la VSWR y la posición de los nodos pueden utilizarse para calcular la impedancia de un componente de prueba que termine en la línea ranurada. Se trata de un método útil porque la medición de impedancias mediante la medición directa de tensiones y corrientes es difícil a estas frecuencias.
VSWR es el medio convencional de expresar la adaptación de un transmisor de radio a su antena. Es un parámetro importante porque la potencia reflejada en un transmisor de alta potencia puede dañar sus circuitos de salida.

## Impedancia de entrada
La impedancia de entrada que se observa en una línea de transmisión que no está terminada con su impedancia característica en el extremo lejano será algo distinto de 𝑍0 y será función de la longitud de la línea. El valor de esta impedancia se puede hallar dividiendo la expresión para la tensión total por la expresión para la corriente total dada anteriormente:
{\displaystyle Z_{\mathrm {in} }={\frac {V_{\mathrm {T} }}{I_{\mathrm {T} }}}=Z_{0}{\frac {(1+{\mathit {\Gamma }}\,)\cosh(\gamma \,x)+(1-{\mathit {\Gamma }}\,)\,\sinh(\gamma \,x)}{(1-{\mathit {\Gamma }}\,)\,\cosh(\gamma \,x)+(1+{\mathit {\Gamma }}\,)\,\sinh(\gamma \,x)}}}
Sustituyendo 𝑥=ℓla longitud de la línea y dividiendo por (1+𝛤)cosh(𝛾𝑥) lo reduce a
{\displaystyle Z_{\mathrm {in} }=Z_{0}{\frac {Z_{\mathrm {L} }+Z_{0}\tanh(\gamma \,\ell )}{Z_{0}+Z_{\mathrm {L} }\tanh(\gamma \,\ell )}}}
Como antes, al considerar sólo trozos cortos de línea de transmisión, 𝛾 puede sustituirse por 𝑗𝛽 y la expresión se reduce a funciones trigonométricas.
{\displaystyle Z_{\mathrm {in} }=Z_{0}{\frac {Z_{\mathrm {L} }+j\,Z_{0}\tan(\beta \,\ell )}{Z_{0}+j\,Z_{\mathrm {L} }\tan(\beta \,\ell )}}}

### Aplicaciones
Hay dos estructuras de especial importancia que utilizan las ondas reflejadas para modificar la impedancia. Una es el stub, que es un tramo corto de línea terminado en un cortocircuito (o puede ser un circuito abierto). Esto produce una impedancia puramente imaginaria en su entrada, es decir, una reactancia
{\displaystyle X_{\mathrm {in} }=Z_{0}\tan(\beta \,\ell )\,\!}
Mediante una elección adecuada de la longitud, el stub puede utilizarse en lugar de un condensador, un inductor o un circuito resonante.
La otra estructura es el transformador de impedancia de cuarto de onda. Como su nombre indica, se trata de una línea exactamente 𝜆/4 de longitud. Dado que 𝛽ℓ=𝜋/2 esto producirá la inversa de su impedancia de terminación
{\displaystyle Z_{\mathrm {in} }={\frac {{Z_{0}}^{2}}{Z_{\mathrm {L} }}}}
Ambas estructuras se utilizan mucho en filtros de elementos distribuidos y redes de adaptación de impedancias.